# Rochelinval
Rochelinval est un hameau de la commune belge de Trois-Ponts située en Région wallonne au sud de la province de Liège.
Avant la fusion des communes de 1977, Rochelinval faisait partie de la commune de Wanne.

## Situation
Ce hameau ardennais se trouve sur le versant occidental de la vallée de la Salm. Il est traversé par une rue en côte qui conduit, à travers les prairies, de la vallée de la Salm aux hameaux de Bergeval et de Saint-Jacques. Il se situe aussi à 6,5 kilomètres de Trois-Ponts et à 8 kilomètres de Vielsalm et jouxte la limite provincial avec la province de Luxembourg.

## Description et patrimoine
Rochelinval est un hameau assez concentré constitué de quelques vieilles fermettes bâties en moellons de grès avec encadrements des portes et fenêtres en briques rouges et toitures en tôles ainsi que d'habitations plus récentes.
On note la présence dans le hameau d'une fontaine, de croix, d'une chapelle ouverte et d'un monument commémorant le combat de Rochelinval en 1940 au début de la Seconde Guerre mondiale.
En dessous du hameau, entre la Salm et la route nationale 68 Trois-Ponts - Vielsalm, se trouvent quelques habitations dont l'ancien moulin de Rochelinval qui date de 1773 et a conservé sa roue à aubes.

## Combat de Rochelinval
La rive gauche de la Salm était, le 10 mai 1940, surveillée par des Chasseurs Ardennais qui y attendaient l'ennemi, signalé vers Wanne.  La 5e Cie du 3e Régiment, étirée à Rochelinval, barrait l'axe de pénétration. Le peloton du Sous-Lieutenant Liégeois, au pied de la colline de Rochelinval, observait la route de Wanne. À 14H00, des cavaliers allemands de la 8e Division d'Infanterie apparaissent au Sud de Spineux. Les Chasseurs Ardennais ouvrent le feu.  L'ennemi entreprend alors une série d'actions offensives en front mais il ne parvient pas à forcer le passage.  A 15H30, une attaque sur le flanc droit se solda par un échec.  A 16H20, nouvelle attaque, nouvel échec. L'ennemi comprend qu'il doit engager des moyens plus importants. À 18H00 commence un large mouvement de débordement par les bois situés au nord de la position. Le corps à corps s'engage sur la position. Le peloton belge est coupé en deux mais ce succès allemand arrête le tir ennemi à l'Est de la rivière. Ceux-ci craignent de toucher les leurs.  Profitant de cette accalmie, le sous-lieutenant Liégeois parvient enfin à transmettre l'ordre de repli. Trois de ses hommes tombèrent à l'ennemi.  Mais celui-ci avait perdu quatre heures précieuses, la mission des Chasseurs Ardennais avait été remplie.